# Mobile 3D Graphics API
Mobile 3D Graphics API (M3G) — стандарт для языка Java, определяющий программный интерфейс и формат файлов для создания интерактивной трёхмерной графики на мобильных устройствах. Стандарт является одним из необязательных расширений платформы Java ME. Интерфейс представляет собой набор из 30 классов для работы с графом сцены и управления анимацией. M3G разрабатывался в рамках Java Community Process как JSR 184. По состоянию на июнь 2008 года, текущей версией стандарта является 1.1. С мая 2006 года велась разработка следующей версии 2.0 под названием JSR 297, однако, ввиду отсутствия интереса со стороны разработчиков, стандарт так и не вышел из состояния черновика.